# ユーキあきら
ユーキ あきらは、雑誌「りぼん」「週刊少年ジャンプ」を中心に活躍している日本の少女漫画家、少年漫画家。本名非公開。広島県尾道市出身、7月4日生まれ。血液型はA型。

## 略歴
プロデビュー前は、尾道市内の啓文社新浜店のコミュニティー冊子「KISS DAS」にイラストを投稿していた。その時に使用していたペンネームは「ジュッピーまさお」。プロデビュー後に凱旋ともいえるサイン会を新浜店で行いその模様も冊子に掲載されていた。
1997年、「りぼんオリジナル」6月号掲載の「ヴァンディーの魔女」でプロデビュー。多くの作品が「りぼん」等に掲載される。
その後「ユウキアキラ」のペンネームで少年誌にて再デビューし、主に『赤マルジャンプ』で活動。
2017年には「ユーキあきら」のペンネームで『愛されるより○されたい』を『少年ジャンプ+』にて連載。

## 作品リスト

### 単行本
- 魔物ハンターりおな（1998年8月、りぼんマスコットコミックス、集英社、全1巻、ISBN 4088560981）
収録作品
  - 魔物ハンターりおな　～こちら魔物事件捜査本部～（りぼん 1997年初夏のびっくり大増刊号）	　
  - 魔物ハンターりおな　～こちら魔物事件捜査本部～（りぼん 1997年夏休みおたのしみ増刊号）　
  - 魔物ハンターりおな　～こちら魔物事件捜査本部～（りぼん 1998年早春のびっくり大増刊号）　
  - 魔物ハンターりおな　～こちら魔物事件捜査本部～（りぼん 1998年 1月号）
  - 突撃! クリスマス（りぼんティーンズ 1998年 新春増刊号）
  - 他描き下ろし

- 内気なゴースト（1999年6月、りぼんマスコットコミックス、集英社、全1巻、ISBN 4088561503）
収録作品
  - 内気なゴースト（りぼん 1998年 9月号 別冊付録）
  - 100円ファンタジー（りぼん 1997年秋のびっくり大増刊号）
  - トラブルファイター☆アスカ（りぼん 1998年初夏のびっくり大増刊号）
  - 魔物ハンターりおな（りぼん 1998年夏休みおたのしみ増刊号）
  - 他描き下ろし

- グリーン（2000年12月、りぼんマスコットコミックス、集英社、全1巻、ISBN 4088562461）
収録作品
  - グリーン（りぼん 2000年初夏のびっくり大増刊号）
  - チャンネル♥ガール（りぼんオリジナル 1999年 2月号）
  - ないしょのピチピチガール（りぼん 1999年夏休みおたのしみ増刊号）　
  - ほっとバスルーム（りぼん 2000年冬休みおたのしみ増刊号）
  - ドリームワンダー（りぼんオリジナル 2000年 2月号）
  - 魔法使いの実験室（りぼん 2000年夏休みおたのしみ増刊号）
  - 他描き下ろし

- おじぞークエスト（2003年2月14日、りぼんマスコットコミックス、集英社、全1巻、ISBN 4088564413）
収録作品
  - おじぞークエスト（りぼん 2002年春のびっくり大増刊号）　
  - おじぞークエスト（りぼん 2002年秋のびっくり大増刊号）
  - さんだー☆インパクト（りぼんオリジナル 2002年10月号）
  - ラブ♥ファイターくれは（りぼん 2002年早春のびっくり大増刊号）
  - ヴァンディーの魔女（りぼんオリジナル 1997年 6月号） デビュー作
  - 他描き下ろし

- おじぞークエスト1st.ステージ（2004年2月13日、りぼんマスコットコミックス、集英社、全1巻、ISBN 4088565223）
収録作品
  - おじぞークエスト（連載・りぼん 2003年 9月号 - 12月号）
  - お地蔵アイドル伝説（りぼん 2003年夏休みびっくり大増刊号）	　
  - 魔物ハンターりおな（りぼん 2001年初夏のびっくり大増刊号）

- キラ☆キラ（2005年6月15日、りぼんマスコットコミックス、集英社、全1巻、ISBN 4088566181）
収録作品
  - キラ☆キラ（りぼん 2004年春のびっくり大増刊号）　
  - おじぞークエスト（りぼん 2003年 3月号）
  - おじぞークエスト（りぼん 2003年 7月号 別冊付録）

- 愛されるより○されたい（連載・少年ジャンプ+・2017/08/03 - 2017/11/17）[1]
  - 第1巻（2017年11月2日、ジャンプコミックス、集英社、ISBN 4088812662）
  - 第2巻（2017年12月4日、ジャンプコミックス、集英社、ISBN 4088812670）

### 単行本未収録作品
- クリスマスはミステリー（りぼん 2001年冬休みおたのしみ増刊号）
- おじぞークエスト ～セカンドステージ～（りぼん	2004年冬休みびっくり大増刊号）
- 漂流ラブライフ（りぼんオリジナル 2004年 8月号）
- スウィーツ♡まりあ（りぼん 2004年夏休みびっくり大増刊号）
- ひよこの翼（りぼん 2005年冬休みびっくり大増刊号）
- 青春★ファイブ（りぼん 2005年 5月号 別冊付録）
- 小悪魔KISS（りぼんオリジナル 2005年 6月号）
- 忍カノ!くれは（ユウキアキラ名義）（赤マルジャンプ 2009SPRING）

### ネーム構成
- 「山本君の青春リベンジ!」（水曜日はまったりダッシュエックスコミック 2023年7月4日 - 2024年9月3日、原作：夜桜ユノ、漫画：あかぎこう）
- 「ギルド追放された雑用係の下剋上～超万能な生活スキルで世界最強～」（水曜日はまったりダッシュエックスコミック 2023年10月12日 - 連載中、原作：夜桜ユノ、漫画：柳輪）
- 「地味なおじさん、実は英雄でした。」（水曜日はまったりダッシュエックスコミック 2024年10月31日 - 連載中、原作：三河ごーすと、漫画：今野ユウキ）
- 「高校時代に傲慢だった女王様との同棲生活は意外と居心地が悪くない」（水曜日はまったりダッシュエックスコミック 2024年12月12日 - 連載中、原作：ミソネタ・ドザえもん、漫画：兎川律）

### その他
- 「こみっちゃんのそれいけ!!まんが情報隊」 絵（りぼん 1999年1月号 - 2000年12月号）[2]
- 「りぼナビ！　りぼんっ子ナビゲーション！」 イラスト（りぼん 2005年1月号 - 12月号）[3]